# لوفر
لوفر (به آلمانی: Lofer) یک منطقهٔ مسکونی در اتریش است که در ناحیه تسل آم زه واقع شده‌است. لوفر ۵۵٫۶۳ کیلومتر مربع مساحت دارد ۶۲۶ متر بالاتر از سطح دریا واقع شده‌است.